# Barten (Stamm)

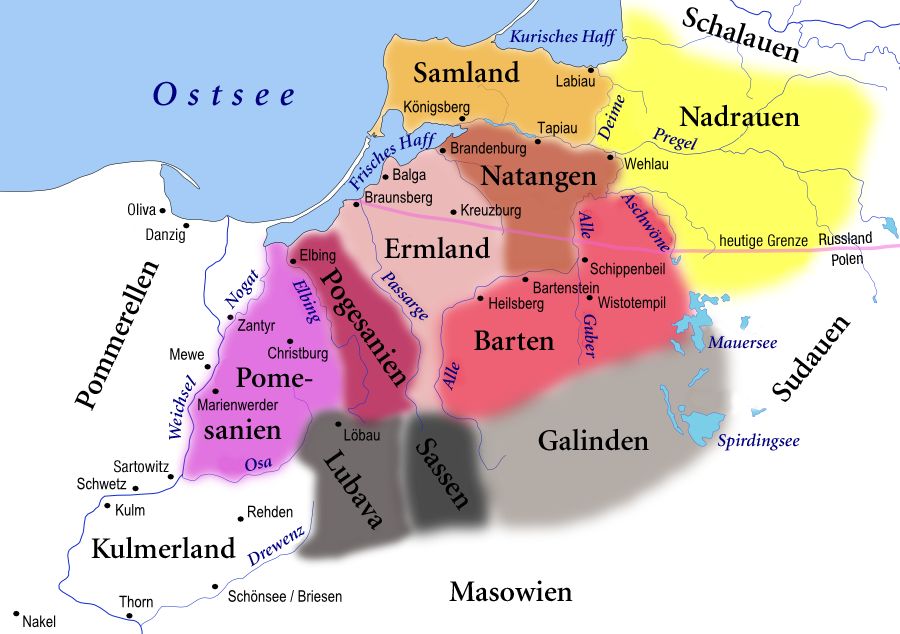
Die Barten (rosa) im 13. Jahrhundert

Die Barten waren ein Stamm des Volkes der Prußen auf dem Gebiet des späteren Ostpreußen.

## Lage
Das Siedlungsgebiet der Barten, der gleichnamige Gau, lag etwa in der Mitte des prußischen Gebietes. Peter von Dusburg beschreibt 1326 in seinem Chronicon Terrae Prussiae das Gebiet als zwischen der Alle, der Swine, dem Mauersee in der Masurenplatte und den Wäldern der Jadwinger liegend.

## Geschichte
Die Barten wurden wie alle prußischen Stämme im 13. Jahrhundert vom Deutschen Orden unterworfen.

Ihr Name findet sich u. a. in der Burg Bartenstein (heute Bartoszyce) an der Alle wieder.

## Sprache
Sie sprachen vermutlich einen preußischen Dialekt, der aber sprachwissenschaftlich nicht greifbar ist. Prußisch war eine westbaltische Sprache.

## Spätere Entwicklung
Die Barten gingen später zusammen mit deutschen, masowischen und litauischen Einwanderern in der ostpreußischen Bevölkerung auf.

## Anmerkung
1. ↑  vergleiche dazu Altpreußische Sprache#Dialekte.